# اهدیل
اهدیل (به فرانسوی: Ahdil) یک منطقهٔ مسکونی در مراکش است که در مراکش تانسیفت الحوز واقع شده‌است.

## خصوصیات
اهدیل ۱۱٬۷۶۴ نفر جمعیت دارد.